# Principio di non-respingimento
Il principio di non-respingimento, conosciuto a livello internazionale come non-refoulement, è un principio fondamentale del diritto internazionale che vieta al paese che riceve richiedenti asilo di rimandarli in un paese in cui sarebbero in probabile pericolo di essere perseguitati per "razza, religione, nazionalità, appartenenza a un determinato gruppo sociale o opinione politica”. A differenza dell'asilo politico, che si applica a coloro che possono dimostrare un fondato timore di persecuzione verso determinate categorie di persone, il non-respingimento si riferisce al generico rimpatrio di persone, compresi i rifugiati di zone di guerra e altri luoghi di calamità. È un principio del diritto internazionale consuetudinario, in quanto si applica anche agli Stati che non sono parte della Convenzione del 1951 relativa allo statuto dei rifugiati o del suo Protocollo del 1967. È anche un principio del diritto dei trattati.
È discusso se il non-respingimento sia uno ius cogens del diritto internazionale. In tal caso, il diritto internazionale non consentirebbe limitazioni per alcuno scopo o in nessuna circostanza. Il dibattito su questo argomento è stato riacceso in seguito agli attentati dell'11 settembre 2001 negli Stati Uniti e ad altri attacchi terroristici in Europa.

## Storia
Il principio di non-respingimento nasce dalla memoria collettiva del fallimento da parte degli stati durante la seconda guerra mondiale nel fornire un rifugio sicuro ai profughi in fuga dalle violenze perpetrate dal regime nazista. Dopo la seconda guerra mondiale, la comunità internazionale ha manifestato la necessità di controlli internazionali sulla sovranità degli stati sui rifugiati. Durante la guerra, diversi stati avevano rimpatriato con la forza o avevano negato l'ammissione agli ebrei tedeschi e francesi in fuga dall'Olocausto. Dopo la guerra, milioni di profughi e prigionieri sovietici furono rimpatriati con la forza nonostante le preoccupazioni per le ritorsioni che avrebbero dovuto affrontare da parte del governo sovietico.
Il non-respingimento presenta un conflitto intrinseco con la sovranità statale, in quanto viola il diritto di uno stato di esercitare il controllo sui propri confini e su coloro che risiedono al loro interno. Nei procedimenti legali immediatamente successivi alla seconda guerra mondiale, il non-respingimento era considerato un diritto distinto che poteva essere ridotto in determinate circostanze, come quelle enunciate nell'articolo 33, sezione 2 della Convenzione del 1951.
Negli anni '60, la Commissione Europea dei Diritti dell'Uomo ha riconosciuto il non-respingimento come un complemento del divieto di tortura. Poiché il divieto di tortura è ius cogens, questo collegamento ha reso assoluto il divieto di respingimento e ha contestato la legalità del respingimento ai fini della sicurezza dello Stato. Attraverso casi giudiziari (vedi Soering c. Regno Unito e Chahal c. Regno Unito) e le interpretazioni di vari trattati internazionali negli anni '80, la Commissione Europea dei Diritti dell'Uomo ha spostato la preminenza dal preservare la sovranità statale alla protezione delle persone che potrebbero essere respinte. Questa interpretazione non consentiva riduzioni delle protezioni del non-respingimento, anche se lo Stato avesse sospettato che un rifugiato potesse essere un terrorista o rappresentasse una minaccia immediata per il paese.
A seguito degli attacchi terroristici negli Stati Uniti e in Europa, gli Stati hanno rinnovato le richieste di consentire il respingimento nell'interesse della sicurezza nazionale, poiché il rimpatrio è considerato il metodo più efficace per allontanare i rifugiati che si ritiene rappresentino una minaccia credibile.  Inoltre, i trattati più recenti in genere includono obblighi specifici che impediscono il respingimento sostanzialmente in qualsiasi circostanza. Questi fattori hanno portato i singoli Stati e l'Unione Europea a cercare soluzioni per aggirare le protezioni del non-respingimento che bilancino sicurezza e diritti umani.
Al 2021, il principio di non-respingimento apparentemente protegge le persone dall'essere espulse dai paesi firmatari della Convenzione relativa allo statuto dei rifugiati del 1951, della Convenzione del Protocollo relativo allo statuto di rifugiati del 1967 o della Convenzione contro la tortura del 1984. Ciò, tuttavia, non ha impedito ad alcuni paesi firmatari di aggirare il principio del diritto internazionale e rimpatriare o espellere persone nelle mani di potenziali persecutori.

## Leggi rilevanti
- L'articolo 3 della Convenzione relativa allo status internazionale dei rifugiati del 1933 conteneva il primo riferimento al non-respingimento nel diritto internazionale[8][9] ed impediva agli Stati membri di espellere i rifugiati legalmente residenti o di respingere i richiedenti asilo alle frontiere dei loro paesi d'origine.[9] Questo trattato è stato ratificato solo da pochi Stati e non ha fatto presa nel diritto internazionale.[8]
- Il principio di non-respingimento è stato ufficialmente sancito nell'articolo 33 della Convenzione di Ginevra del 1951. L'articolo 33 contiene i seguenti paragrafi che definiscono il divieto di espulsione e di rimpatrio dei rifugiati:
  1. "Nessuno Stato Contraente espellerà o respingerà, in qualsiasi modo, un rifugiato verso i confini di territori in cui la sua vita o la sua libertà sarebbero minacciate a motivo della sua razza, della sua religione, della sua cittadinanza, della sua appartenenza a un gruppo sociale o delle sue opinioni politiche."
  2. "La presente disposizione non può tuttavia essere fatta valere da un rifugiato se per motivi seri egli debba essere considerato un pericolo per la sicurezza del paese in cui risiede oppure costituisca, a causa di una condanna definitiva per un crimine o un delitto particolarmente grave, una minaccia per la collettività di detto paese."[10]
- Il Protocollo relativo allo statuto dei rifugiati del 1967 ha modificato l'articolo 33 e ha creato un modello legale più inclusivo che definisce i rifugiati come:

- L'articolo III dei principi dell'Organizzazione di consulenza legale africana-asiatica (successivamente rinominata Comitato di consulenza legale asiatico-africano) sul trattamento dei rifugiati del 1996 afferma:

- L'articolo II (3) della Convenzione regolante gli aspetti specifici dei problemi dei rifugiati in Africa dell'Organizzazione dell'unità africana firmata nel 1969 prevede disposizioni per i richiedenti asilo in fuga dalla guerra, dal dominio coloniale e dal disordine sociale.[11]
- L'articolo 22 (8) della Convenzione americana dei diritti dell'uomo del 1969 ha stabilito il pericolo per  "il diritto alla vita o alla libertà personale" del richiedente asilo come soglia per il non-respingimento tra gli stati americani.[11][12]
- L'articolo 3 della Convenzione delle Nazioni Unite contro la tortura del 1984 ha ritenuto che il non-respingimento emana da protezioni più ampie dalla tortura e da trattamenti degradanti. Questa posizione rappresenta un grande cambiamento poiché queste tutele, e quindi le disposizioni di non-respingimento, sono considerate diritti assoluti.[6]
- Per l'articolo 3 (2) della Convenzione europea di estradizione del 1957 e l'articolo 4 (5) della Convenzione interamericana di estradizione, il principio di non-respingimento si applica anche ai casi di estradizione in cui le persone credono che verranno processate in base a uno dei fattori di protezione.[11]

## Interpretazioni
Sebbene il principio di non-respingimento sia un aspetto non negoziabile del diritto internazionale, gli Stati hanno interpretato l'articolo 33 della Convenzione del 1951 in vari modi e hanno costruito le loro risposte legali al richiedente asilo in modi corrispondenti. Le quattro interpretazioni più comuni sono:
Rigorosa : questa interpretazione sostiene che le leggi di non-respingimento si applicano solo ai richiedenti asilo che sono entrati fisicamente nei confini di uno stato. Gli Stati che utilizzano questa interpretazione spesso mettono in atto politiche e procedure volte a impedire ai richiedenti asilo di raggiungere i propri confini.
Rigorosa, con una lettura ristretta : questa interpretazione sostiene che solo alcuni rifugiati hanno legalmente diritto alla protezione contro il respingimento. Se il paese che riceve un richiedente asilo non ritiene che la sua "vita o libertà sarebbe minacciata" dal respingimento, questa interpretazione sostiene che possa essere legittimamente rimpatriato nel paese di origine.
Collettivista : questo approccio coinvolge i sistemi internazionali progettati per elaborare la domanda di asilo nel paese in cui una persona inizialmente chiede asilo e ridistribuirla tra altri paesi. Questo approccio si basa sulla logica secondo cui l'articolo 33 non include un riferimento che richieda agli Stati che accolgono i richiedenti asilo di consentire loro di rimanere in modo permanente, ma solo l'obbligo di non rimandarli in una regione in cui corrono un probabile pericolo. Gli accordi di ricollocamento dei rifugiati tra paesi devono garantire che non vengano rimandati indietro dal nuovo paese ospitante. Tuttavia, il nuovo paese ospitante non deve essere parte della Convenzione del 1951.
Collettivista, con leggi che impediscono ai richiedenti asilo di raggiungere i confini sovrani : questo approccio non è un'interpretazione dell'articolo 33, ma un modo per aggirarlo. Combina gli approcci rigorosi e collettivisti. Gli Stati che utilizzano questo approccio stabiliscono aree non sovrane all'interno dei loro confini, principalmente nei centri di viaggio. I richiedenti asilo che si presentano in tali aree vengono quindi inviati in un altro paese per l'elaborazione delle loro domande di asilo. Come nel tradizionale approccio collettivista, il richiedente asilo non può essere inviato in un paese in cui si trovi ad affrontare un probabile pericolo.

## Esempi di violazioni
Una delle zone grigie del diritto più dibattute è l'interpretazione dell'articolo 33 della Convenzione del 1951. L'interdizione di navi che trasportano potenziali rifugiati in mare aperto è stata una pratica comune, in particolare da parte del governo degli Stati Uniti, sollevando la questione se l'articolo 33 richiede che un rifugiato si trovi all'interno di un paese o semplicemente all'interno del potere di un paese di far valere il diritto contro il respingimento.
Il rimpatrio forzato della Thailandia di 45.000 rifugiati cambogiani a Prasat Preah Vihear, il 12 giugno 1979, è considerato un classico esempio di respingimento. I rifugiati sono stati costretti con le armi ad attraversare il confine e scendere per un ripido pendio in un campo minato. Coloro che si sono rifiutati sono stati fucilati dai soldati thailandesi. Morirono circa 3.000 rifugiati (circa il 7%).
Le azioni della Tanzania durante il genocidio ruandese nel 1994 hanno presumibilmente violato il principio di non-respingimento. Durante il culmine della crisi, quando i flussi di rifugiati sono salito al livello di un "esodo di massa", il governo della Tanzania ha chiuso i suoi confini a un gruppo di oltre 50.000 rifugiati ruandesi in fuga dalla violenza del genocidio. Nel 1996, prima che il Ruanda avesse raggiunto un adeguato livello di stabilità, circa 500.000 rifugiati furono rimpatriati in Ruanda dallo Zaire.
Nel 2012, la Grande Camera della Corte europea dei diritti dell’uomo ha condannato l'Italia per aver violato gli articoli 3 e 4 del Protocollo n. 4 e l’articolo 13 della Convenzione Europea dei Diritti dell’Uomo per aver prelevato 200 migranti e consegnati alle autorità della Libia.
Il governo australiano è stato accusato dall'UNHCR e da più di 50 giuristi australiani di aver violato il principio di non-respingimento riconsegnando 41 rifugiati tamil e cingalesi alla Marina dello Sri Lanka nel giugno o luglio 2014, nell'ambito della Operation Sovereign Borders. Nel 2014, il parlamento australiano ha approvato il Migration and Maritime Powers Legislation Amendment (Resolving the Asylum Legacy Caseload) Act 2014 (Cth). Tale legge prevede che "ai fini di allontanare dall'Australia un non-cittadino irregolare, gli obblighi di non-respingimento dell'Australia sono irrilevanti".
Nel 2017, Dina Ali Lasloom è stata costretta a tornare in Arabia Saudita con la collaborazione del governo delle Filippine.
Nel 2018 il ministro dell'interno italiano Matteo Salvini avrebbe violato l'obbligo di non-respingimento rifiutandosi di accogliere 93 migranti in fuga dalla Libia e di aver conseguentemente organizzato un "respingimento privatizzato", cioè delegando a navi mercantili il rimpatrio dei migranti; questa decisione ha portato i migranti a rientrare nel porto di Misurata in Libia dove sono stati picchiati, torturati e in alcuni casi uccisi. La pratica del respingimento organizzato sarebbe stata ripetuta altre 13 volte.
Nel 2019, la Corea del Sud ha deportato due nordcoreani in Corea del Nord, con l'accusa di aver commesso un omicidio. La mossa è stata condannata dagli attivisti per i diritti umani in quanto i due avrebbero probabilmente affrontato l'esecuzione al loro ritorno.
Nel 2021, la Malaysia ha espulso 1.086 cittadini del Myanmar, nonostante un ordine del tribunale che interrompesse temporaneamente il rimpatrio per il timore che il essi potessero essere a rischio se fossero ritornati nel Myanmar governato dai militari.